# بردمة (لاريجان السفلي)
بردمة (بالفارسية: پردمه) هي قرية تقع في إيران في قسم لاریجان السفلی الريفي. يقدر عدد سكانها بـ 9 نسمة .